# 紅斑野鯪
紅斑野鯪，為輻鰭魚綱鯉形目鯉科的其中一個種。分布於非洲南非土吉拉河流域，為特有種，體長可達50公分，喜棲息在深水域和流動緩慢的溪流，屬藻食性，繁殖期在夏季，雌魚會在淺灘產卵，可做為食用魚及遊釣魚。

## 扩展阅读
維基物種上的相關：紅斑野鯪